# Pic Victoria (Belize)
Pour les articles homonymes, voir Pic Victoria.
Le pic Victoria, Victoria Peak en anglais, est la deuxième plus haute montagne du Belize. Elle est située dans les monts Maya, à 57 kilomètres au sud-ouest du point culminant du Belize, le Doyle's Delight et s'élève à 1 120 mètres d'altitude.

## Géographie
Le pic Victoria fait partie des monts Maya. Il est situé dans le sanctuaire faunique du bassin Cockscomb, dans le district de Stann Creek, à une trentaine de kilomètres de la mer des Caraïbes à vol d'oiseau. Il est visible de la côte.
La crête qu'il forme avec les sommets voisins est en grande partie couverte de forêt tropicale.

## Histoire
Les premières ascensions recensées du pic eurent lieu en 1888 et 1889, par des expéditions britanniques (le Belize était une colonie britannique jusqu'en 1981).

## Protection environnementale
Le 2 mai 1998, le pic Victoria a été ajouté à la liste des sites naturels protégés du Belize.